# Brock Nelson
Brock Christian Nelson (ur. 15 października 1991 w Minneapolis, Minnesota, Stany Zjednoczone) – hokeista amerykański, gracz ligi NHL, reprezentant USA.

## Kariera klubowa
- University of North Dakota (2010 - 3.04.2012)
- New York Islanders (3.04.2012 - )
  -  Bridgeport Sound Tigers (2012 - 2014)

## Kariera reprezentacyjna
- Reprezentant USA na  MŚJ U-20 w 2011
- Reprezentant USA na MŚ w 2014
- Reprezentant USA na MŚ w 2015
- Reprezentant USA na MŚ w 2016
- Reprezentant USA na MŚ w 2017

## Sukcesy
Reprezentacyjne
- Brązowy medal z reprezentacją USA na  MŚJ U-20 w 2011
- Brązowy medal z reprezentacją USA na MŚ w 2015